# Takuan
Il takuan (沢庵?), chiamato anche takuwan (たくわん?) e takuan-zuke (沢庵漬け?), è un tipico sottaceto giapponese, anche diffuso in Corea con il nome di danmuji (단무지?).

## Descrizione
Deriva dal daikon, che viene fatto essiccare al sole oppure messo sotto sale; in quest'ultimo caso trattiene una maggior quantità d'acqua, restando leggermente più morbido dell'altra versione. Secondariamente si aggiungono crusca di riso, dolcificanti come zucchero, succo di frutta e mirin, e insaporitori quali katsuobushi e kombu. Viene conservato affettato in contenitori con un peso sul coperchio.
Come molti dei vari tipi di tsukemono viene servito alla fine del pasto per aiutare la digestione.

## Storia
La produzione del takuan risale al XVI secolo e, secondo la tradizione popolare, la ricetta di questo tipo di sottaceto si deve al monaco buddista Takuan Sōhō, da cui il nome. Teorie alternative suggeriscono una derivazione etimologica dalla frase takuwazuke (貯え漬け? lett. "non mescolato"), oppure origini più antiche, accreditandone l'invenzione allo studioso Jiei Daishi Ryōgen (912-985), appartenente a un tempio di Kyoto dov'era diffuso un daikon sottaceto chiamato jōshinbō (定心房?).